# Miguel Asen III da Bulgária
Miguel Asen III (em búlgaro: Михаил Асен III; romaniz.: Mihail Asen III), chamado também de Miguel Sismanes (Михаил Шишман - Mihail Šišman)[a], foi o imperador da Bulgária entre 1323 e 1330. Não se sabe a data exata de seu nascimento, mas ele deve ter ocorrido em algum momento entre 1280 e 1292. Miguel foi o fundador da última dinastia reinante do Segundo Império Búlgaro, a dinastia Sismanes. Depois de coroado, porém, Miguel se utilizou do nome "Asen" para enfatizar sua ligação com a dinastia Asen, a primeira.
Um monarca enérgico e ambicioso, Miguel Sismanes liderou uma agressiva, apesar de oportunista e inconsistente, política externa contra o Império Bizantino e o Reino da Sérvia, que lhe custou a vida na desastrosa Batalha de Velesbudo. Ele foi o último monarca búlgaro medieval que buscou uma hegemonia política e militar do Império Búlgaro sobre os Bálcãs e também o último a tentar conquistar Constantinopla. Ele foi sucedido pelo filho João Estêvão e, em seguida, pelo sobrinho João Alexandre, que reverteu sua política ao se aliar com a Sérvia.

## Ascensão ao trono
Nascido entre 1280, e 1292, Miguel Sismanes era filho do déspota Sismanes de Vidim com uma filha de nome desconhecido do sebastocrator Pedro com sua esposa, Ana-Teodora. Ela, por sua vez, era filha de João Asen II (r. 1218–1241) com Irene Comnena de Epiro. Ele também era um parente distante de seus predecessores no trono búlgaro, Teodoro Esfendóstlabo (r. 1300–1321) e Jorge Terter II (r. 1321–1322). Depois da paz entre seu pai e Estêvão Milutino em 1292, Miguel Sismanes ficou noivo da filha dele, Ana Neda e eles se casaram em 1298 ou 1299.
Desde meados do século XIII, Vidim era uma região autônoma submetida apenas nominalmente à autoridade de Tarnovo e foi governada, na sequência, por Jacó Esvetoslau (m. 1276), Sismanes (m. entre 1308 e 1313) e finalmente por Miguel Sismanes. Sismanes (o pai) e seu filho receberam o importante título cortesão de déspota de seu primo Teodoro Esfendóstlabo e Miguel foi referenciado por uma fonte veneziana contemporânea como sendo um "déspota da Bulgária e senhor de Vidim". Com a morte do rei sérvio Estêvão Milutino, Miguel Sismanes finalmente pôde se dedicar à política em sua capital em Tarnovo. Ele logo se tornou um dos mais importantes nos assuntos internos do país e, depois que Jorge Terter II morreu sem filhos em 1323, acabou eleito como imperador da Bulgária pela nobreza. De acordo com alguns historiadores, ele foi escolhido por ser um descendente dos Asen e sua ascensão não seria uma nova dinastia e sim uma continuação do governo dos aseninos. Seu meio-irmão Belaur o sucedeu como déspota de Vidim.

## Relações com o Império Bizantino

Bulgária sob o comando de Miguel Sismanes em 1300 e a Batalha de Velebusdo

### Guerra no início do reinado
À morte súbita de Jorge Terter II seguiu-se um breve período de confusão e incerteza que foi explorado pelo imperador bizantino Andrônico III, que invadiu a região nordeste da Trácia e capturou diversas cidades importantes, incluindo Diâmpolis, Lardea, Ctênia, Rusocastro, Anquíalo, Sozópolis e Agatópolis. Em paralelo, um pretendente ao trono patrocinado pelos bizantinos, Voisil, irmão do antigo imperador Emiltzos (r. 1292–1298), tomou Kran e passou a controlar os vales entre a cordilheira dos Balcãs e Sredna Gora, de Sliven até Copsis. O recém-eleito Miguel Sismanes marchou para o sul para enfrentar os bizantinos enquanto Andrônico estava cercando Filipópolis com outro exército. Defendida por uma guarnição búlgara liderada por Ivã, o Russo, o cerco foi um fracasso, apesar da torre de cerco de cinco andares e 100 soldados utilizada pelos bizantinos. Enquanto os bizantinos se ocupavam do cerco, Miguel liderou seu exército para o nordeste da Trácia e rapidamente retomou as cidades perdidas, forçando os bizantinos a recuar.
Ainda assim, Andrônico conseguiu tomar Filipópolis numa troca de guarnição, mas, por outro lado, Miguel expulsou Voisil e recuperou totalmente o controle búlgaro sobre o norte e nordeste da Trácia em 1324. No mesmo ano, o imperador búlgaro invadiu o Império Bizantino e avançou até Trajanópolis[b] e Vira no baixo curso do rio Maritsa. Andrônico III, em desvantagem numérica, não ousou enfrentar diretamente o exército búlgaro e desafiou Miguel Sismanes a um duelo para resolver o conflito. Segundo o relato de João Cantacuzeno, o imperador búlgaro respondeu:
| “ | Estúpido seria o ferreiro que em vez de pegar em ferro quente com suas pinças o faz com as mãos. Ele próprio seria ridicularizado pelos búlgaros se arriscasse não o seu grande e poderoso exército, mas seu próprio corpo. | ” |

Cantacuzeno conta ainda que o imperador bizantino teria ficado furioso com a resposta e por ter sido tapeado. Porém, Miguel, que sabia do conflito do imperador contra seu avô, Andrônico II, deu a entender que poderia ajudá-lo no futuro em caso de guerra e retornou para a Bulgária prometendo-lhe que logo haveria negociações.

### Acordo de paz e o envolvimento na guerra civil bizantina

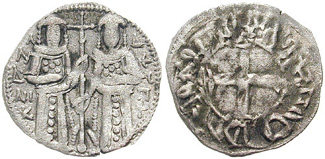
e seu filho. Miguel Sismanes se casou com a filha de Miguel IX, Teodora, para selar a aliança com os bizantinos. Posteriormente, Miguel se aliaria ao neto de Andrônico,, durante a guerra civil de 1321-1328 contra seu governo

Num concílio realizado em Constantinopla sobre as relações com a Bulgária, decidiu-se que os dois países deveriam negociar a despeito dos pedidos de punição contra os búlgaros responsáveis pela invasão. Miguel se divorciou de Ana Neda e se casou com Teodora, a viúva de 35 anos de idade de Teodoro Esfendóstlabo. As razões exatas deste ato são pouco claras e muitos historiadores sugerem que a deterioração das relações búlgaro-sérvias estavam relacionadas com a penetração dos sérvios na região da Macedônia. O casamento reforçou o tratado de paz com o Império Bizantino, apesar de a necessidade de conseguir um aliado para enfrentar os sérvios ter deixado Miguel Sismanes propenso a fazer concessões. Decidiu-se que a fronteira deveria seguir a linha formada por Filipópolis-Ormênio-Sozópolis. O acordo foi finalmente assinado no outono de 1324 e o reinado de Miguel Sismanes seguiu em paz com os vizinhos pelos anos seguintes.
Em 1327, Miguel se envolveu na guerra civil bizantina, tomando o partido de seu cunhado Andrônico III, enquanto que o avô e rival dele, Andrônico II, conseguiu o apoio do rei da Sérvia. Andrônico III e Miguel se encontraram em Ormênio (ou em Didimoteico segundo Nicéforo Gregoras) e firmaram uma aliança militar contra a Sérvia. O imperador prometeu à Bulgária um território com diversas importantes cidades além de uma grande soma em dinheiro se ele conseguisse se tornar o único imperador. Por causa desta aliança, Andrônico III conseguiu tomar a Macedônia, mas seu sucesso fez com que Miguel Sismanes, mais interessado num prolongado conflito contra os bizantinos, iniciasse conversas também com Andrônico II, oferecendo-lhe apoio militar em troca de dinheiro e a concessão de territórios fronteiriços. O imperador búlgaro enviou um destacamento de cavalaria com 3 000 homens sob o comando de Ivã, o Russo, de Deampolis, para guardar o Palácio Imperial em Constantinopla e Andrônico II, mas sua verdadeira intenção era capturar o idoso imperador e a cidade. Avisado pelo neto, Andrônico II prudentemente manteve os búlgaros longe da capital e de si mesmo. Quando Miguel percebeu que seus planos haviam sido revelados, ele enviou a Ivã uma carta ordenando que recuasse juntamente com uma única pena, o que era um sinal para que suas ordens fossem imediatamente executadas.
Depois da vitória de Andrônico III sobre o avô, Miguel Sismanes tentou conquistar algumas terras à força. Ele invadiu a Trácia em junho de 1328 e saqueou as vizinhanças de Viza, mas recuou perante o avanço do imperador bizantino. Outro enfrentamento, diante de Adrianópolis apenas sessenta dias depois, terminou também sem combate e com a renovação de um tratado de paz em outubro de 1328 que permitiu que Miguel voltasse para casa carregado com um grande pagamento em dinheiro. Em troca, os búlgaros devolveram a fortaleza de Bucalião, que havia sido tomada nos estágios iniciais da campanha. No início do ano seguinte, o imperador búlgaro requisitou um encontro em pessoa com seu par bizantino para negociar um tratado de paz definitivo e a realização de uma campanha militar conjunta contra o crescente poder da Sérvia. Num local conhecido como "Krimni", entre Sozópolis e Anquíalo, os dois assinaram uma "paz duradoura e uma eterna aliança".

## Relações com a Sérvia

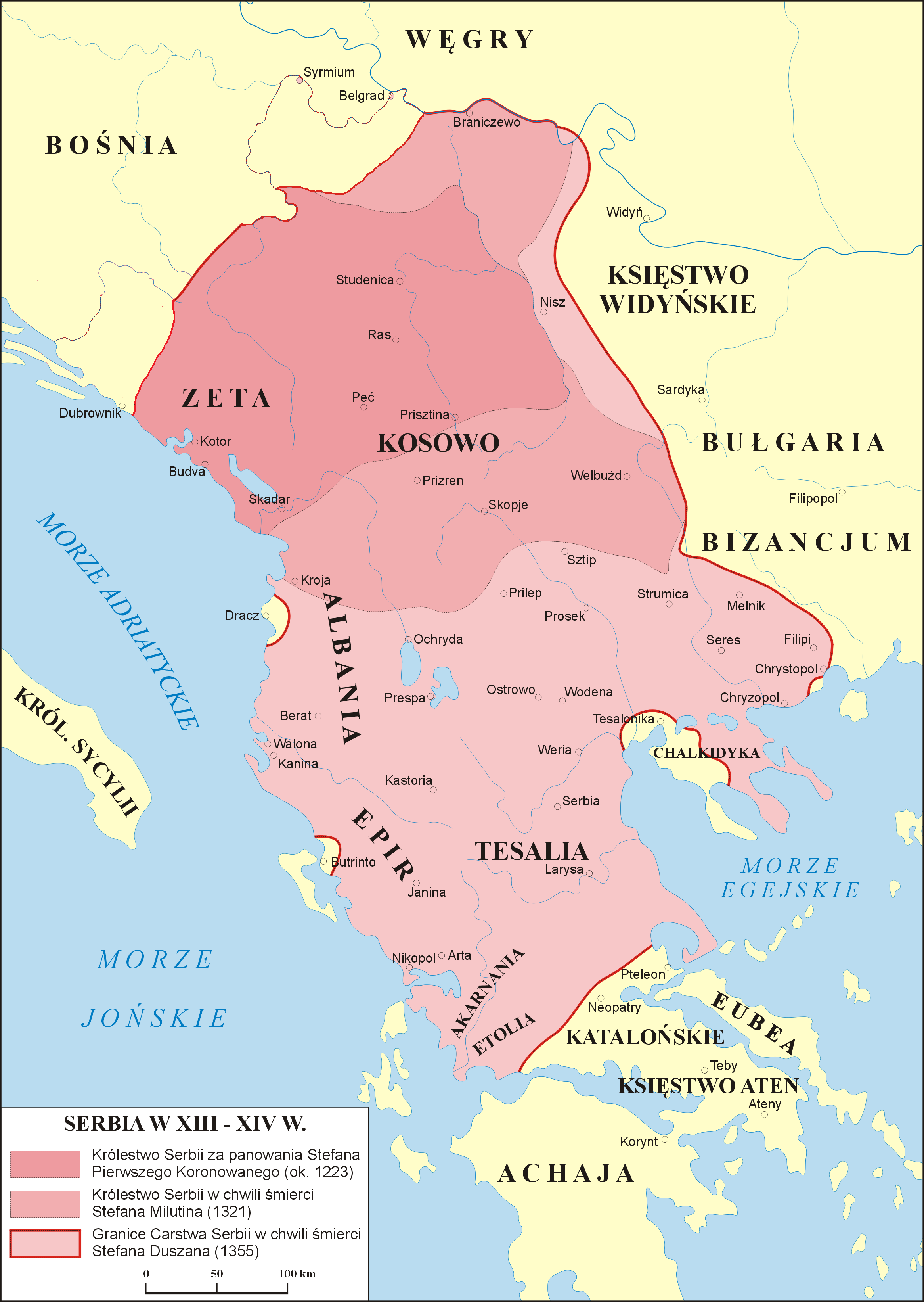
Expansão do Reino da Sérvia pela Macedônia e Grécia no início do século XIV sob o comando de Estêvão Milutino e que culminaria na fundação do Império da Sérvia sob em 1346

O divórcio  de Ana Neda em 1324 piorou as relações entre a Bulgária e o Reino da Sérvia, cordiais desde o início do século XIV. A imperatriz preterida teve que deixar Tarnovo com seus filhos e se refugiou na corte do irmão, Estêvão Uresis III, o rei da Sérvia, que, na época, estava ocupado com uma guerra contra seu primo Estêvão Vladislau II e não tinha condição alguma de se indispor com Miguel Sismanes. O imperador búlgaro chegou mesmo a reconhecer João Vladislau como rei da Sérvia, mas sua ajuda foi insuficiente. Na primavera de 1324, Estêvão enviou o futuro arcebispo da Sérvia Danilo II para negociar com Miguel Sismanes na capital búlgara, mas sua missão não conseguiu resultado algum. Os dois países se viram novamente em campos opostos durante a guerra civil bizantina quando os búlgaros se aliaram a Andrônico III e os sérvios, ao avô dele.
Depois do acordo com Andrônico III em 1329, Miguel Sismanes começou a se preparar para atacar enquanto sérvios saqueavam a região de Ocrida. De acordo com os cronistas sérvios, ele demandou arrogantemente a submissão do rei sérvio e ameaçou "montar um novo trono no meio das terras sérvias". Em 1330, Miguel marchou para a Sérvia com um exército de 15 000 homens - incluindo reforços de seus vassalos na Valáquia e na Moldávia - e esperava se encontrar com um exército de Andrônico III avançando mais ao sul. A princípio, ele seguiu para Vidim, onde os historiadores acreditam que ele pretendia se juntar às forças de seu irmão, Belaur, para depois marchar para o sul. Por causa da pouca coordenação com os bizantinos, os búlgaros acabaram se encontrando com os sérvios, que tinham também 15 000 homens, sozinhos perto de Velesbudo. Num encontro em pessoa, os dois governantes acordaram uma trégua de um dia, pois ambos esperavam reforços. Com base no acordo, Miguel Sismanes permitiu que seu exército se dispersasse em busca de provisões. Porém, na manhã de 28 de julho, o principal reforço sérvio, 1 000 cavaleiros pesados catalães sob o comando do filho do rei, Estêvão Uresis IV, chegou e os sérvios romperam o acordo, atacando os desprevenidos búlgaros. Apesar do assalto inesperado, Miguel Sismanes tentou colocar ordem em seu exército, mas já era tarde demais e os sérvios conseguiram a vitória. O resultado da batalha definiu a balança de poder nos Balcãs pelas próximas décadas e, embora a Bulgária não tenha perdido territórios, os sérvios estavam agora livres para ocupar a Macedônia.

## Morte e legado
As circunstâncias da morte de Miguel Sismanes são obscuras. De acordo com o imperador bizantino e historiador João Cantacuzeno, o imperador búlgaro foi mortalmente ferido em combate e morreu imediatamente, enquanto que outro historiador bizantino sugere que Miguel viveu por mais três dias, inconsciente, e só morreu no quarto. As crônicas sérvias afirmam que seu cavalo foi derrubado durante uma batalha e esmagou seu corpo. Quando o cadáver foi levado até Estêvão, ele o velou, apesar de lembrar que o búlgaro preferia guerra à paz. No início do século XV, o acadêmico e clérigo búlgaro Gregório Camblaco afirmou que Miguel fora capturado e morto pelo filho de Estêvão, Estêvão Uresis. Miguel Sismanes foi enterrado na Igreja de São Jorge em Staro Nagoričane.
O imperador Miguel Asen III Sismanes é considerado um monarca vaidoso, agressivo e oportunista, cuja política externa proteana provavelmente culminou na batalha que lhe tirou a vida. Apesar de claramente assertivo e enérgico, Miguel foi capaz de superar e reverter as perdas da Bulgária durante o período de fraqueza que antecedeu seu reinado e conseguiu também manter a paz e a segurança interna da Bulgária durante seu reinado. Andreev considera-o como o mais notável monarca búlgaro do século XIV. De acordo com Cantacuzeno, ele desejava expandir seu país de "Bizantium até Istros", ou seja, de Constantinopla até o Danúbio, o que faz dele o último governante búlgaro medieval a efetivamente tentar capturar a capital bizantina. Ele também foi o primeiro monarca búlgaro em décadas que tentou uma política externa mais ativa na Macedônia.

## Família
Miguel Sismanes se casou primeiro com Ana Neda da Sérvia, uma filha de Estêvão Milutino da Sérvia, e com ela teve diversos filhos, incluindo:
- João Estêvão, imperador da Bulgária entre 1330 e 1331.
- Miguel, déspota de Vidim por um breve período.[39]
- Sismanes.

Em seguida, Miguel se casou com Teodora Paleóloga, a filha de Miguel IX e viúva de Teodoro Esfendóstlabo. Eles tiveram vários filhos cujos nomes não foram preservados.